# Claude Lorius
Claude Lorius (Besançon, 27 febbraio 1932 – Charnay-lès-Mâcon, 21 marzo 2023) è stato un climatologo francese, le cui ricerche sulla composizione delle inclusioni gassose nei ghiacci polari hanno permesso di caratterizzare gli antichi climi della Terra e di misurarne le variazioni nel tempo. Inventore del principio del termometro isotopico, fu il primo, con Jean Jouzel, ad aver dimostrato il legame tra la concentrazione atmosferica dei gas serra e l'evoluzione del clima.
Direttore emerito del CNRS, è stato direttore del Laboratorio di glaciologia e geofisica di Grenoble dal 1983 al 1988.

## Biografia
Claude Lorius fece il suo primo svernamento a Terre Adélie alla base di Charcot nel 1957, dopo aver letto a questo proposito un annuncio sul muro dell'Università di Besançon. Durante la sua carriera ha preso parte a più di venti spedizioni polari negli anni '60 e '80, principalmente in Antartide nell'ambito delle missioni polari francesi e internazionali, in particolare alla base di Vostok.
Ha trascorso tutta la sua carriera presso il Centro nazionale per la ricerca scientifica (CNRS), in particolare dirigendo il laboratorio di glaciologia e geofisica ambientale a Grenoble tra il 1983 e il 1988.
Nel 1994 è stato eletto membro a pieno titolo dell'Accademia delle Scienze e, nel 2000, è diventato membro fondatore dell'Accademia delle Tecnologie. Nel 2002 ha ricevuto la medaglia d'oro del CNRS insieme a Jean Jouzel. Nel giugno 2008, è stato il primo francese a ricevere il premio Blue Planet per l'ambiente.
Dal 2011 ha collaborato con Luc Jacquet e l'associazione Wild-Touch a un meta-progetto riguardante l'evoluzione del clima e il tasso di gas serra. Questo progetto ha dato origine in particolare alla produzione del documentario La Glace et le Ciel, di cui Lorius è il soggetto centrale. Il film è stato proiettato in anteprima al termine del Festival di Cannes 2015.
Direttore emerito della ricerca presso il CNRS, Claude Lorius è morto il 21 marzo 2023 all'età di 91 anni.

## Contributi scientifici

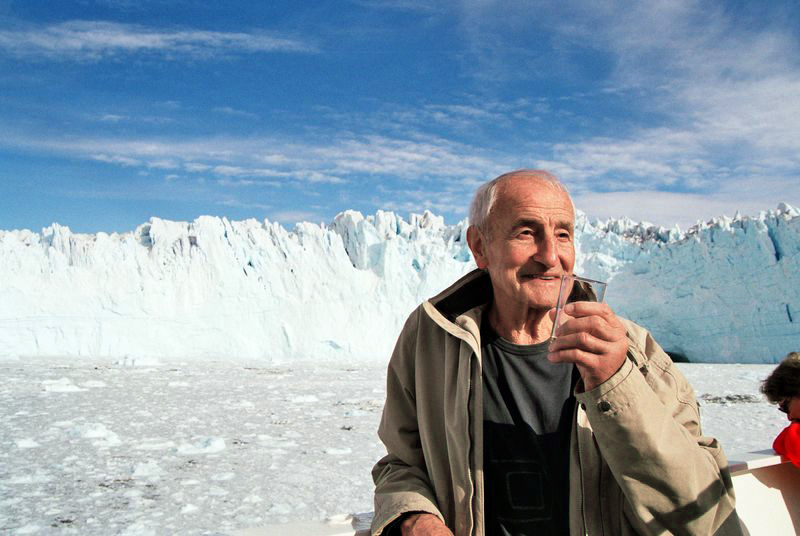
È osservando le bollicine che fuoriescono dai cubetti di ghiaccio nel suo bicchiere di whisky che Claude Lorius (qui nel 2008) ha avuto l'intuizione iniziale per il suo lavoro futuro

I contributi scientifici di Claude Lorius sono stati fondamentali per la comprensione dell'evoluzione dei climi terrestri, grazie ai suoi studi sulla composizione delle bolle d'aria incluse nelle carote di ghiaccio ottenute da trivellazioni a grandi profondità effettuate durante due campagne in Antartide a Vostok dal 1984 al 1991 e poi alla base di Concordia, in occasione della perforazione europea EPICA di cui è stato l'iniziatore. Ha così mostrato il legame diretto tra i livelli di gas serra (come l'anidride carbonica e il metano) e il cambiamento climatico in periodi che vanno da 150.000 a 800.000 anni. Inoltre, questi campioni hanno permesso di tracciare la composizione climatica del pianeta in questi stessi periodi.
Nel 1963, sei anni dopo il suo svernamento nella base di Charcot, Claude Lorius ha difeso la sua tesi - intitolata "Il Deuterio, possibilità di applicazione ai problemi di ricerca concernenti la neve e il ghiaccio in Antartide"  - che tratta di carote di ghiaccio da lui raccolte in Antartide. Mostra che esiste "una relazione tra la temperatura alla quale si forma il ghiaccio e la proporzione di isotopi di ossigeno e idrogeno nelle molecole d'acqua che formano il ghiaccio". La composizione isotopica dell'acqua in un campione permette quindi di determinare qual era la temperatura ambiente quando si è formato il ghiaccio. La calotta glaciale antartica ha uno spessore maggiore di 2 km; come risulta da successivi strati di neve, una carota di ghiaccio di diverse centinaia di metri, ottenuta durante una perforazione, contiene una registrazione indiretta, nel corso di decine di migliaia di anni, della temperatura: la variazione della sua composizione isotopica funge quindi da indicatore (proxy, secondo il termine inglese), delle paleo-temperature.
Nel 1965, durante uno svernamento a Terre Adélie, osservò le bollicine di gas che rilasciava il cubetto di ghiaccio di scarto dei carotaggi che metteva nel suo bicchiere di whisky : "Ho avuto l'intuizione che conservassero indicazioni sull'altitudine della formazione del ghiaccio e, soprattutto, che rappresentavano testimoni attendibili e unici della composizione dell'aria. Circa 20 anni dopo, l'analisi delle tracce di anidride carbonica e metano contenute nelle bolle d'aria intrappolate nel ghiaccio di Vostok per migliaia di secoli sarà sulla copertina della rivista Nature.

## Premi e riconoscimenti

### Decorazioni
- 2009  : Comandante della Legion d'Onore
- 2015  : Grande Ufficiale dell'Ordine Nazionale al Merito
- 2020  : Grande Ufficiale della Legion d'Onore

### Premi
- 1988  : Premio Humboldt per la ricerca
- 1989  : Medaglia del Belgio
- 1994  : Premio Italgas
- 1996  : Premio Tyler per i risultati ambientali
- 2001  : Premio Balzan per la climatologia
- 2002  : Medaglia d'Oro CNRS con Jean Jouzel
- 2006  : Medaglia Vernadski
- 2008  : Premio Blue Planet
- 2017  : Premio Bower e Premio per i risultati nella scienza dal Franklin Institute

### Accademia
- 1994  : membro a pieno titolo dell'Accademia delle Scienze

### Asteroide
- 2023  : (35621) Lorius (asteroide)

### Documentari
- Ma dove vanno le nevi di un tempo di Katarzyna Chambenoit, 2008
- Sepolto volontariamente nel cuore dell'Antartide di Djamel Tahi, 2009
- Ghiaccio e cielo di Luc Jacquet, 2015